# Hyundai H350
Il Hyundai H350 è un veicolo commerciale leggero prodotto dalla casa automobilistica coreana Hyundai Motor Company dal 2016. 

## Contesto
Il furgone viene venduto col nome di Hyundai Solati in Corea del Sud, Malaysia e Vietnam. Il veicolo è stato presentato per la prima volta al salone di Hannover 2014.
L'H350 è prodotto dalla Hyundai e assemblato negli stabilimenti di Jeonju in Corea del Sud, dalla Global Motors Industrie in Algeria e dalla società Karsan in Turchia. È anche assemblato in Vietnam da THACO e da HARI nelle Filippine.
Il nome H350 si riferisce al peso totale a terra del veicolo di 3500 kg.